# Songs for Sad Women
Songs for Sad Women is een studioalbum van de van oorsprong Libanese oedspeler Rabih Abou-Khalil.
Rabih Abou-Khalil speelde op dit album droeve muziek, dus of de vrouwen als vermeld in de titel door dit muziekalbum opgevrolijkt worden is de vraag. De zeer melancholieke klanken van de duduk en de serpent klinken eenzaam en verlaten. Het album is opgenomen in de geluidsstudio in Zerkall van 10 tot en met 15 februari 2005. The sad women of Qana wiegt door als zijnde een Rajaz, een Sahara-variant van de Joik.

## Musici
- Rabih Abou-Khalil – oed
- Gevorg Dabaghyan - duduk
- Michael Godard – serpent
- Jarrod Cagwin – slagwerk

## Composities
Alle muziek van Abou-Khalil
1. Mourir pour un décolleté (7 :29)
2. How can we dance if we cannot waltz (7:08)
3. Best if you dressed less (6:56)
4. The sad women of Qana (8:46)
5. Para o ten Bumbum (7:08)
6. Le train bleu (6:55)
7. A chocolate love affair (11 :09)